# Clics modernos
Clics Modernos é o segundo álbum da carreira solo do roqueiro argentino Charly García, sendo lançado em 5 de novembro de 1983, com o selo SG Discos e Interdisc. As gravações deste disco foram feitas em Nova Iorque no famoso Electric Lady Studios. Estando nesta cidade, Charly comprou vários instrumentos novos que permitiram a experimentação de novos sons, atacando com o uso de samplers e sintetizadores modernos, sendo o primeiro a usar um sintetizador para produzir música na Argentina. Por isso, diferentemente do disco anterior, que tinha uma estilo mais próximo do Rock Progressivo, este já tem uma pegada mais New Wave com temas mais dançantes.
Este material foi apresentado, com lotação máxima, nos dias 15, 16, 17 e 18 de dezembro no estádio Luna Park, acompanhado por  Pablo Guyot (guitarra), Alfredo Toth (baixo), Willy Iturri (bateria), Os quais formariam a banda GIT tempos depois, além de Fito Páez (teclados), Daniel Melingo (saxofone) e Fabiana Cantilo (vocal de apoio).

## Faixas
Todas as músicas foram compostas e escritas por Charly García
| N.º            | Título                                        | Compositor(es) | Duração |  |
| 1.             | "Nos siguen pegando abajo (pecado mortal)"    |                | 3:30    |  |
| 2.             | "No soy un extraño"                           |                | 3:18    |  |
| 3.             | "Dos cero uno (transas)"                      |                | 2:09    |  |
| 4.             | "Nuevos trapos"                               |                | 4:08    |  |
| 5.             | "Bancate ese defecto"                         |                | 4:56    |  |
| 6.             | "No me dejan salir"                           |                | 4:21    |  |
| 7.             | "Los dinosaurios"                             |                | 3:28    |  |
| 8.             | "Plateado sobre plateado (huellas en el mar)" |                | 5:02    |  |
| 9.             | "Ojos de video tape"                          |                | 3:37    |  |
| Duração total: | Duração total:                                | Duração total: | 34:29   |  |

## Créditos Musicais
- Charly García: vocais, piano Yamaha, guitarra, sintetizador Roland, samplings, caixa de ritmo
- Pedro Aznar: baixo fretless e vocais em Nos siguen pegando abajo
- Larry Carlton: guitarra em No soy un extraño, Los dinosaurios e Plateado sobre plateado
- Casey Scheuerell: bateria em Bancate Ese Defecto, No Me Dejan Salir e Plateado Sobre Plateado, bateria eletrônica em  Nos Siguen Pegando Abajo e No Me Dejan Salir e tabla em Dos Cero Uno
- Doug Norwine: saxofone em Nuevos trapos.

## Prêmios e Honrarias

### Álbum
| Ano  | Publicação    | País           | Lista                                                             | Ranking                       | Ref.        |
| ---- | ------------- | -------------- | ----------------------------------------------------------------- | ----------------------------- | ----------- |
| 1999 | Switch        | México         | Los mejores 100 discos del siglo XX                               | Sem classificação por ranking | [ 2 ]       |
| 2006 | "Alborde.com" | Estados Unidos | Los 250 mejores Á1lbumes de rock iberoamericano según Al Borde    | 3                             | [ 2 ] [ 3 ] |
| 2013 | Rolling Stone | Argentina      | 100 maiores discos do rock argentino pela Rolling Stone Argentina | 2                             | [ 2 ] [ 4 ] |